# Râul Gardon
Gardon sau Gard este un râu în partea de sud-est a Franței. Este un afluent al fluviului Ron. Izvorăște din departamentul Lozère lânga localitatea Saint-Martin-de-Lansuscle în Masivul Central. Are o lungime de 124 km, un debit mediu de 32 m³/s și un bazin de 2.200 km². Se varsă în Ron în apropierea localității Comps, Gard. Râul este traversat de celebrul pod-apeduct roman antic Pont du Gard.